# 桑科薩集團
桑科薩集團（英語：Cencosud）是一家上市的跨國零售集團，目前同時也是智利最大與南美洲第三大零售業集團，並與巴西的面包山集團及墨西哥的沃爾瑪墨西哥與中美洲分公司共同佔據南美零售市場。目前桑科薩集團在南美洲至少有1.045間店面。 

## 歷史
桑科薩集團自1960年成立，服務項目以零售業為主。自2006年為止，桑科薩集團擁有65間巨型量販店；165間聖伊莎貝爾（Santa Isabel）超市；249間迪斯科（Disco）、維歐（Vea）和巨型（Jumbo）超市；60間Easy居家裝潢店；36間巴黎百貨公司；27間購物中心與52間巴黎銀行，營業店面面積共達180萬平方公尺（19,375,038.75平方英呎）。旗下Tarjeta Cencosud（於智利、祕魯、阿根廷）、Tarjeta Cencosud Colpatria（於哥倫比亞）、Cartão Cencosud Bradesco（於巴西）發行的信用卡活躍用戶共有430萬戶。
於2007年底，桑科薩集團持續在智利、祕魯、阿根廷等國開立新店面，並且收購秘魯最大的超商公司Wong，以及巴西的零售商GBarbosa。
2011年8月，桑科薩集團宣佈收購約翰遜百貨公司。

## 品牌

### 阿根廷
- Vea（西班牙语：Supermercados Vea）：超市[6]
- Jumbo：量販店[7]
- Easy（英语：Easy (store)）：居家裝潢店

### 巴西
- GBarbosa（葡萄牙語：G Barbosa）：超市與量販店
- Prezunic（葡萄牙語：Prezunic Supermercados）：超市[8]
- Perini：超市[9]

### 智利
- 巴黎百貨（英语：París (retail)）：百貨公司
- 科斯塔内拉中心（英语：Costanera Center）：金融中心[10]
- Easy：居家裝潢店
- Jumbo：量販店
- 聖伊莎貝爾（英语：Santa Isabel (supermarkets)）：超市

### 哥伦比亚
- Jumbo：量販店（前身為家樂福）[11]
- Easy：居家裝潢店
- Metro（西班牙语：Metro stores）：超市

### 秘魯
- Wong（英语：Wong (supermarket)）：超市
- Metro：超市
- 巴黎百貨：百貨公司

## 註解
1. 1 2  . Dinero. 2012-10-25  [2015-12-29]. （原始内容存档于2016-07-01） （西班牙语）.
2. ↑  . Los Andes. 2015-08-23  [2015-12-29]. （原始内容存档于2015-12-22） （西班牙语）.
3. ↑  Economía y Negocios. . 2007-12-17  [2016-08-10]. （原始内容存档于2012-07-31） （西班牙语）.
4. ↑  . Lanacion. 2007-11-07. （原始内容存档于2016-08-15） （西班牙语）.
5. ↑  Radio Bío-Bío. . 2011-10-07  [2012-07-22]. （原始内容存档于2016-03-05） （西班牙语）.
6. ↑  . Vea official website.   [2015-02-26]. （原始内容存档于2016-08-25） （西班牙语）.
7. ↑  . Jumbo.com.ar. 2011-04-16  [2015-11-19]. （原始内容存档于2013-05-11） （西班牙语）.
8. ↑  Lílian Cunha, Estadão. . 2011-11-17  [2016-01-23]. （原始内容存档于2016-01-30） （西班牙语）.
9. ↑  . CERET.cl. 2010-04-29  [2013-01-21]. （原始内容存档于2016-03-05） （西班牙语）.
10. ↑  . Economia y Negocios. 2011-12-14  [2015-12-29]. （原始内容存档于2015-12-22） （西班牙语）.
11. ↑  . El Heraldo. 2012-10-21  [2016-08-13]. （原始内容存档于2016-08-15） （西班牙语）.

## 外部連結
- 桑科薩集團（西班牙文）